# Arrumbador

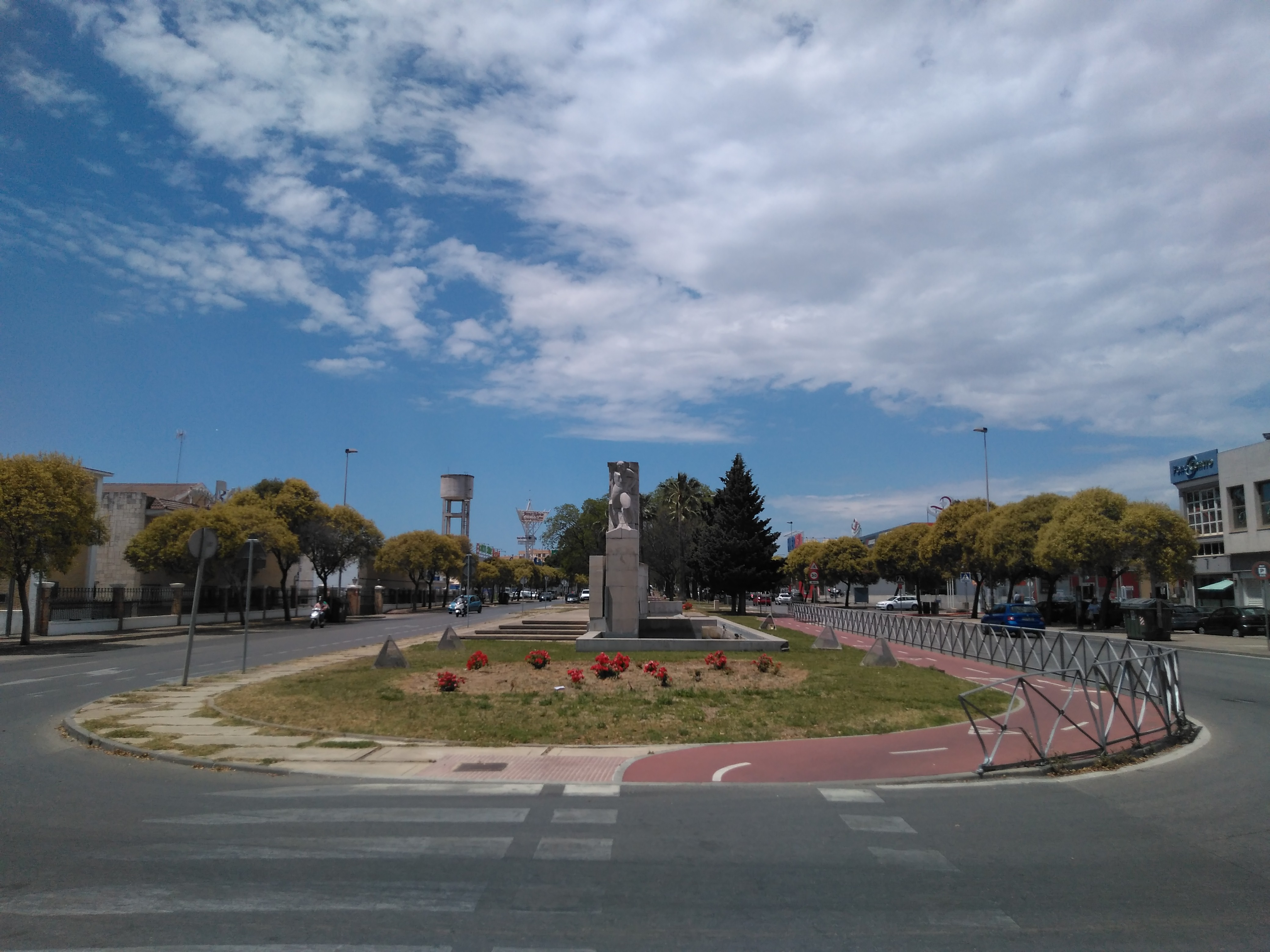
Monumento al arrumbador

Arrumbador es el oficio del personal encargado de gestionar las botas, así como tratar su contenido (trasegar, cabecear, clarificar, etc).

## Labor
Su labor era de especial complejidad antes de la llegada de maquinaria a las bodegas: manejaban barricas de varios centenares de kilos de peso con cuerdas y palos y otras herramientas propias como la "presilla" o la "tranquilla". Debido a ello, el personal necesario para realizar sus labores se ha visto reducido a mínimos. No obstante, junto al de los toneleros, sigue siendo el principal oficio de bodega